# Гай Помпоний Камерин
Гай Помпоний Камерин (на латински: Gaius Pomponius Camerinus) e политик и сенатор на Римската империя през 2 век.
Той е вероятно син на Гай Помпоний Пий (суфектконсул 98 г.) или на Гай Помпоний Руф (суфектконсул 98 г.). През 138 г. Камерин е консул заедно с Кан Юний Нигер.